# Церква Святого Миколая (Баку)
Церква Святого Миколая в Баку — незбережена православна церква в Баку, яка розташовувалась у (Старому місті (Ічері-шехері)).

## Історія
Перша християнська церква (повна назва — церква Святого Миколая Миро-Лікійського Чудотворця) у Баку була побудована в 1818 році. До цього моменту в Баку не було християнських церков, була лише пересувна військова церква. Ця церква була маленькою і незручною, дерев'яна дзвіниця швидко занепала, і було вирішено побудувати новий храм. У 1892 році на цьому місці звели капличку Святого Апостола Варфоломія, за переказами одного з дванадцяти апостолів (учнів) Христа.
Будівництво кам'яної церкви Святого Миколи почалося в березні 1850 року. Для будівництва було обрано ділянку на початку вулиць Боюк Гала та Кичик Гала біля Шемахинських воріт. Там, біля так званих Темних рядів стояла стара мечеть, зведена в свій час на фундаменті древнього храму вогнепоклонників. У 1852 році будівництво було призупинене — до 1856 року.
Нова православна церква у Баку була освячена 4 травня 1858 року на честь святого Миколая Мирлікійського високопреосвященним Ісидором, екзархом Грузії, який спеціально для цього відвідав Баку — один з віддалених меж Закавказького екзархату.
|  | «Відвідування владики нашого краю становить історичну епоху, тому що тут ніколи ще не бачили не тільки митрополитів, але навіть і єпископів православних. Немає ніякого сумніву, що проїзд владики через мусульманське населення справив сильне враження на корінних жителів...» |

Головний чотириярусний дерев'яний, увінчаний зображенням Голгофи, іконостас у 1853 році був виконаний М. Г. Паніним.

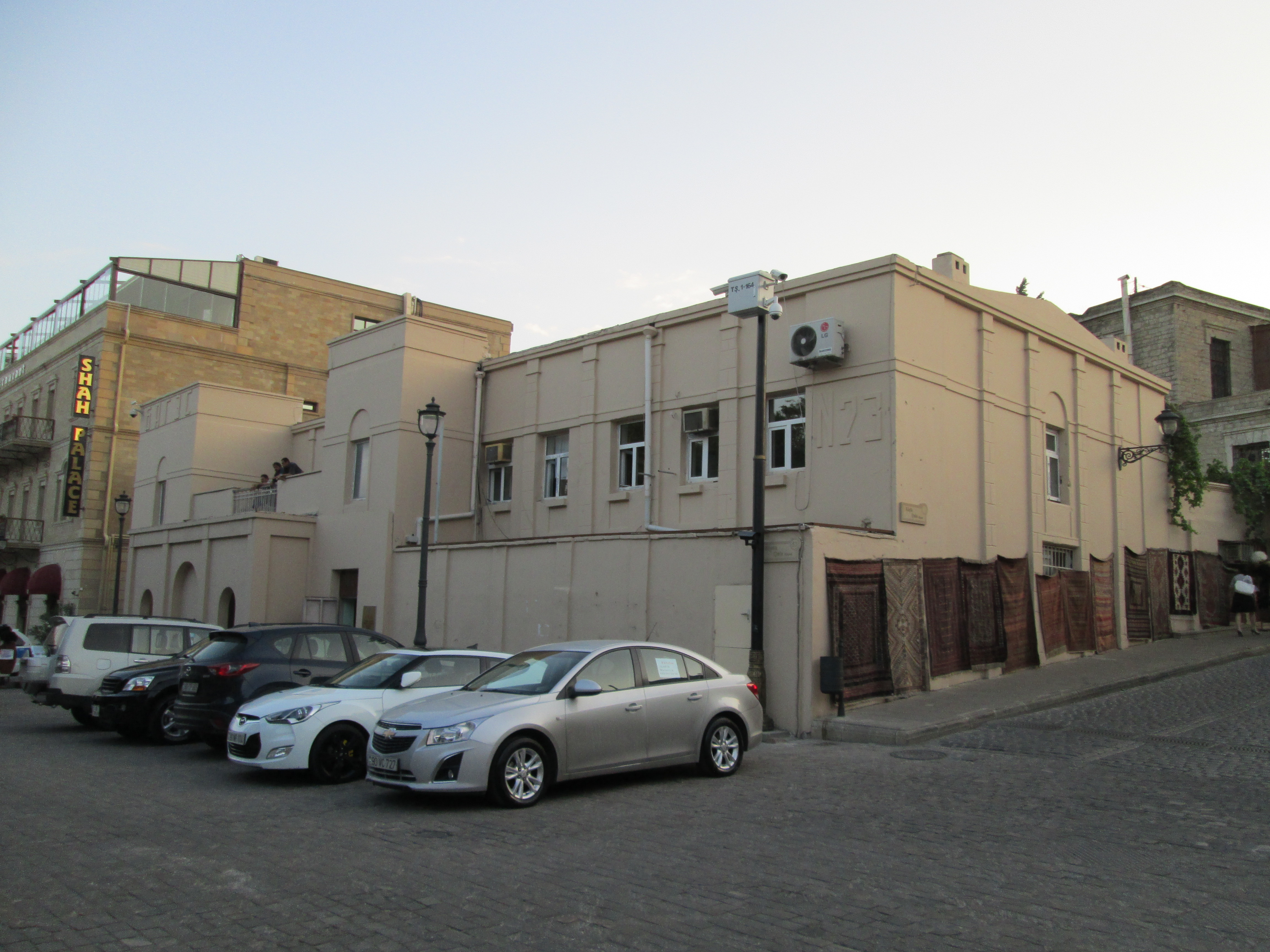
Частково збережена будівля церкви Святого Миколая. Фото 2015 року

. Також був боковий двох'ярусний — теж дерев'яний, з горіха. Роботи по дереву були проведені в Баку в майстерні Мейєра.
У 1930-х роках церква була частково зруйнована і пристосована під цивільні потреби.

## Будівля
Проєкт церкви в старовинних албано-візантійських традиціях виконав тифліський губернський архітектор Бєлов, будівництвом займалися греки Семен Гітера та Харалампій Палістов. Храм у плані мав чотирикутний рівносторонній хрест (в таких традиціях побудовано багато грузинських храмів), і вміщував до п'ятисот чоловік.
Поряд була триярусна дзвіниця, де дзвонило п'ять дзвонів. Собор мав дві приділи: головний — в ім'я святого Миколи Чудотворця, а другий на честь Покрова Пресвятої Богородиці. Другий виник пізніше — в 1887 році, на приватні пожертвування.
Висота закінченої в 1858 році споруди склала 45 метрів.